# Uruguay aux Jeux olympiques d'été de 1924
La participation de l’Uruguay aux Jeux olympiques d'été de 1924, à Paris, en France est la première de son histoire olympique. Sa délégation se classe à la 19e place au rang des nations. Elle s’illustre grâce à son équipe de football qui conquiert le titre olympique. 

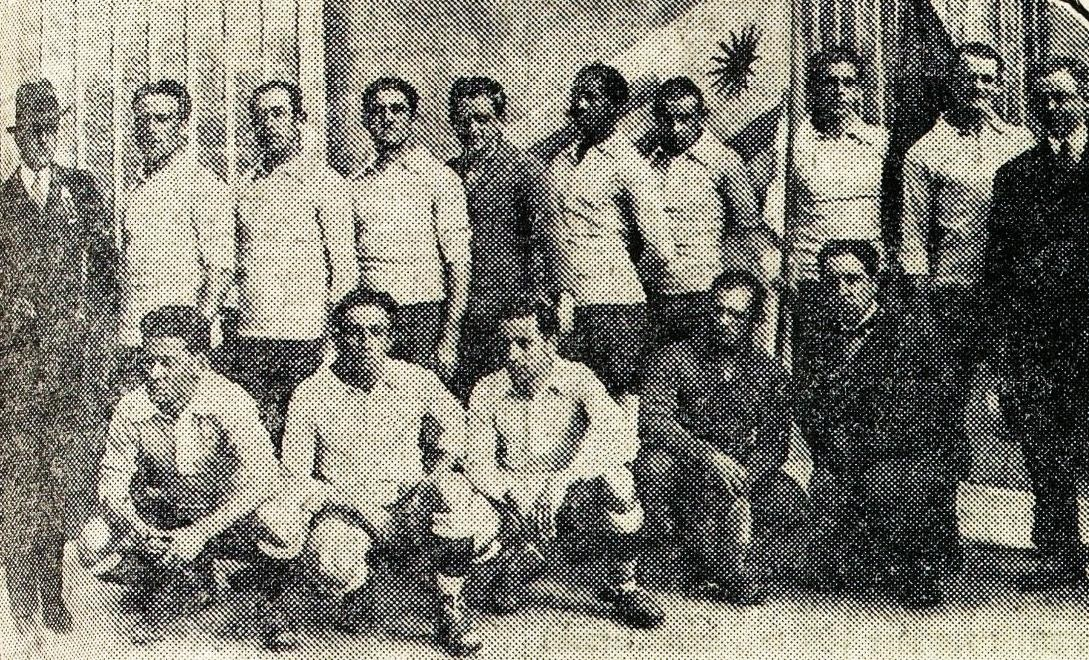
L'équipe de football de l'Uruguay, championne olympique.

## Les médaillés uruguayens
| Médaille                       | Nom | Sport    | Compétition |
| ------------------------------ | --- | -------- | ----------- |
| Médaille d'or, Jeux olympiques | José Leandro Andrade, Pedro Arispe, Pedro Casella Pedro Céa, Luis Chiappara, Pedro Etchegoyen Alfredo Ghierra, Andrés Mazali, José Nasazzi José Naya, Pedro Petrone, Ángel Romano Zoilo Saldombide, Héctor Scarone, Pascual Somma Humberto Tomassina, Antonio Urdinarán, Santos Urdinarán Fermín Uriarte, José Vidal, Alfredo Zibechi Pedro Zingone | Football |             |

## Sources
- (fr) Uruguay sur le site du Comité international olympique
- (en) Bilan complet sur le site olympedia.org
- (en) Uruguay aux Jeux olympiques d'été de 1924 sur SR/Olympic sports